# Robert Wishart
Robert Wishart (mort vers le 26 novembre 1316) est évêque de Glasgow pendant le commencement des guerres d'indépendance de l'Écosse et l'un des principaux partisans de  William Wallace et de Robert Bruce. Pour Wishart et de nombreux autres hommes d'église, la liberté de l'Écosse et celle de l'Église écossaise vont alors de pair. Son soutien à la cause nationale a été crucial pendant cette période critique.

## Évêque et gardien de l'Écosse
Robert Wishart est issu des Wisharts (ou Wisehearts) de Pittarrow, dans le Kincardineshire. Il provient d'une famille d'origine anglo-normande. Il est le cousin ou le neveu de William Wishart (en), évêque de St Andrews, un précédent chancelier d'Écosse. La première mention de Robert Wishart exerçant une fonction dans l'Église est celle d'archidiacre de St Andrews. Il est nommé évêque de Glasgow en 1273. Bien qu'homme d'Église, il devient une éminente figure politique pendant le règne d'Alexandre III. Après la mort du roi Alexandre en 1286, Wishart est l'un des six gardiens de l'Écosse désignés pour prendre en charge les affaires de la nation pour le compte de la jeune reine Marguerite. Bien que lui et les autres gardiens signent le traité de Birgham le 18 juillet 1290, qui envisage l'union de Marguerite avec le prince Édouard, le fils aîné et héritier d'Édouard Ier, roi d'Angleterre, leur accord est subordonné au préalable que le traité ne doit pas être une menace pour l'intégrité du royaume d'Écosse.
La mort prématurée de la jeune fille en septembre 1290 ne laisse pas d'héritier incontestable au trône d'Écosse. Devant la menace d'une guerre civile dynastique entre les partisans de Robert Bruce, 5e seigneur d'Annandale, le grand-père du futur roi roi Robert Ier, et ceux de Jean Balliol, Robert Wishart est étroitement impliqué dans toutes les négociations diplomatiques avec le roi Édouard Ier, invité à trancher entre les prétendants rivaux. Lorsque Édouard insiste pour être reconnu seigneur éminent et suzerain d'Écosse (en anglais : lord paramount) avant de prendre une décision à ce sujet, Wishart fait remarquer que « le royaume d'Écosse n'est pas tenu en hommage ou ne doit hommage à qui que ce soit, si ce n'est Dieu seul ». Édouard évite simplement ces objections et, n'ayant aucun moyen de régler la question par un processus interne quelconque, est finalement accepté comme suzerain et arbitre par les gardiens et les prétendants.
Lors de la grande cour féodale qui se tient à Berwick-upon-Tweed à l'automne 1292, Robert Bruce et Jean Balliol sont autorisés à présenter chacun 40 « auditeurs » pour soutenir leur cause. Pour sa part, Wishart prend place dans le camp des Bruce. Il demeure constant dans son soutien, contrairement à certains des autres auditeurs qui finalement votent pour Balliol, en considérant que ses droits au trône sont supérieurs dans le cadre du droit féodal. Même après cela, il reste un éminent homme d'Église dans la gestion des affaires publiques pendant le règne du roi Jean Ier et est l'un de ceux qui ratifient le traité d'alliance franco-écossais, bien connu sous le nom d'Auld Alliance, en février 1296. Après la conquête de l'Écosse par Édouard Ier en juillet de la même année, Wishart jure fidélité au roi d'Angleterre, tout comme les principaux personnages du royaume.

## Les guerres d'indépendance de l'Écosse

### Liens avec William Wallace et Robert Bruce
Au début de 1297, avant même que William Wallace n'entre en scène, Wishart est parmi les premiers chefs qui s'élèvent contre l'occupation anglaise. Selon la Chronique de Lanercost, il correspond avec James Stuart, 5e grand sénéchal d'Écosse, qui préfigure l'action de Wallace. La première action de Wishart s'achève prématurément en juillet 1297 lorsqu'il doit se rendre aux Anglais à Irvine, dans le North Ayrshire, mais il ne s'estime pas vaincu. L'évêque rebelle est emprisonné quelque temps et contraint de jurer de nouveau fidélité à Édouard Ier, mais il brise son serment dès qu'il est relâché. En mai 1301, Édouard en personne écrit au pape Boniface VIII dans un état de frustration évident, et lui demande que Wishart soit déchu de son siège épiscopal de Glasgow. Boniface s'y refuse mais il écrit à  Wishart en exigeant qu'il renonce à son opposition à Édouard et le dénonce en tant qu'« acteur principal et instigateur de tout le tumulte et de la dissension qui s'est élevé entre son fils le plus cher en Christ, Édouard, roi d'Angleterre, et les Écossais ». Lors de la reddition du parti patriotique en février 1304, Wishart est initialement condamné à être banni d'Écosse pendant deux ou trois ans « en raison des grands maux qu'il a causés ».
Le 10 février 1306, Robert Bruce et quelques partisans assassinent John Comyn, le chef du parti rival, dans l'église des franciscains de Dumfries. C'est un acte de rébellion politique mais, peut-être plus grave encore, il s'agit d'un sacrilège suprême. Bruce doit désormais faire face à l'avenir comme hors-la-loi et excommunié, ennemi de l'État et de l'Église. Il lui faudra longtemps avant que le pape Jean XXII lui accorde son pardon mais, dans les circonstances présentes, le soutien de Robert Wishart et des évêques écossais est d'une inestimable importance pendant ce moment de crise. Bruce se rend à Glasgow, où il rencontre Wishart, évêque du diocèse dans lequel le meurtre a été commis. Au lieu d'excommunier le mécréant comme la loi de l'Église l'exige, Wishart l'absout immédiatement et exhorte ses diocésains à le soutenir. Il accompagne ensuite Bruce à Scone, le lieu de couronnement royal écossais du passé, avec les évêques de St Andrews et de Moray, ainsi que d'autre éminents hommes d'Église, ce qui laisse penser qu'il s'agissait un plan prémédité.

### Capture par les Anglais, libération et mort
Moins de sept semaines après le meurtre de Dumfries, aux côtés d'importants seigneurs laïcs, Robert Wishart est témoin du couronnement du roi Robert Ier, le 25 mars 1306. Le pays est immédiatement mis sur le pied de guerre par Wishart lui-même qui, malgré son âge avancé, est à la pointe des préparatifs guerriers. Le bois que les Anglais lui ont donné pour réparer le clocher de la cathédrale de Glasgow sert ainsi à fabriquer des engins de siège. Il se charge personnellement de l'assaut du château de Cupar dans le Fife, « comme un homme de guerre » se plaindra ensuite l'ennemi anglais. Tous les espoirs et les efforts de Wishart sont pourtant annihilés par l'avancée de l'armée anglaise d'Aymar de Valence au cours de l'été 1306 : Bruce est défait lors de la bataille de Methven et est bientôt contraint de ce cacher. Wishart est capturé à Cupar, enchaîné et incarcéré dans un donjon anglais, et n'est sauvé de l'exécution qu'uniquement par son statut d'ecclésiastique. 
Édouard Ier, ravi aux nouvelles de la capture de ce « traître et rebelle », écrit au pape Clément V en septembre 1306 pour lui dire que les évêques de Glasgow et de St Andrews sont détenus dans un enfermement sévère, et que le bénéfice du siège épiscopal de Glasgow a été attribué à Geoffrey de Mowbray. Wishart reste emprisonné pendant les huit années suivantes et devient aveugle au cours de sa captivité. Ce n'est qu'après le triomphe du roi Robert Ier lors de la bataille de Bannockburn en juin 1314 qu'il est relâché dans le cadre d'un échange de prisonniers. Il revient en Écosse pour terminer sa vie dans une quiétude relative. Finalement, Robert Wishart meurt à Glasgow en novembre 1316. L'historien britannique G. W. S. Barrow résume ainsi son action politique : « Indiscutablement une grande figure du combat pour l'indépendance de l'Écosse, le soutien et l'ami de Wallace et de Bruce, l'opposant constant aux prétentions des Plantagenêts, le héros de la longue guerre ».

## Sources
- (en) G. W. S. Barrow, Robert Bruce and the Community of the Realm of Scotland, Édimbourg, Edinburgh University Press, 2005 (ISBN 0-7486-2022-2)
- (en) Michael Brown, The Wars of Scotland 1214~1371. The New Edinburgh History of Scotland, vol. 4, Édimbourg, Edinburgh University Press, 2004, 379 p. (ISBN 0-7486-1238-6), p. 134, 138, 162, 166-7, 182-3, 186, 199-202, 227, 310-2